# Макс Роман
Макс Роман (на гръцки: Μαξ Ρόμαν) е артистичният псевдоним на Минас Цохадзопулос (Μηνάς Τσοχατζόπουλος) гръцки филмов продуцент и актьор от XX век.

## Биография
Роден е в 1939 година в македонския град Солун, Гърция. Организира производството на много чуждестранни филми в Гърция. Същевременно се изявява и като актьор.
Умира в 2002 година.